# Chiesa di San Tommaso (Dolcedo)
La chiesa di San Tommaso apostolo è un luogo di culto cattolico situato nel comune di Dolcedo, in piazza San Tommaso, in provincia di Imperia. La chiesa è sede della parrocchia omonima della diocesi di Albenga-Imperia.

## Storia e descrizione

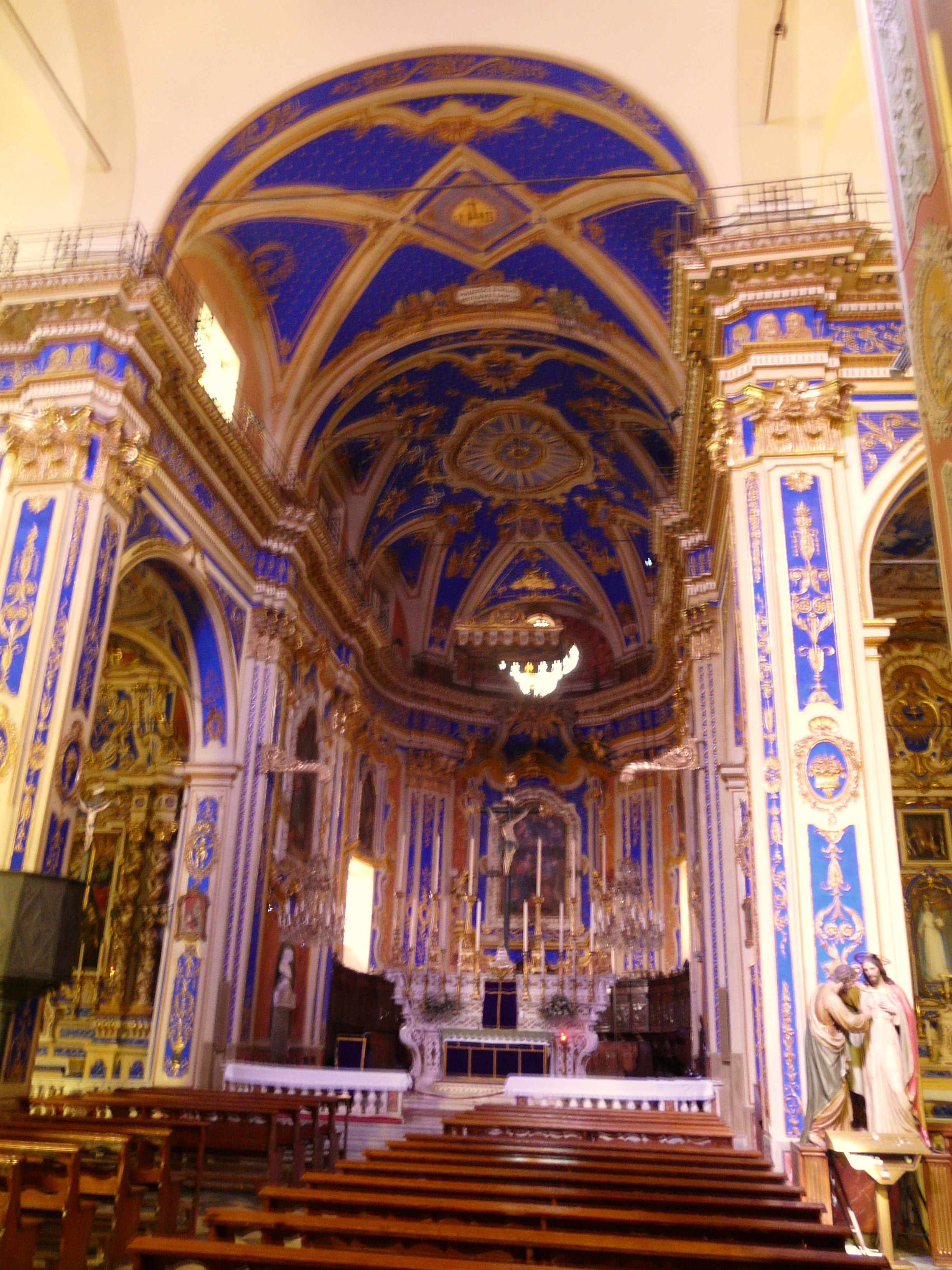
L'interno della parrocchiale

Pieve di origini medievali, nel 1103 il vescovo di Albenga Adalberto assegnò la pievania ai monaci benedettini dell'abbazia di Lerino.
Assunse l'aspetto attuale dopo la ricostruzione iniziata nel 1717 e terminata nel 1738, ad opera dell'architetto Giacomo Filippo Marvaldi.
Presenta una facciata in stile barocco, preceduta da un portico di colonne di pietra nera, che conserva all'interno il portale quattrocentesco. Il sagrato antistante, pavimentato ad acciottolato bianco e nero, che fu luogo di rifugio.
L'interno, con pianta a croce greca e a tre navate, con profonda abside. In origine l'interno era decorato con stucchi verdi e rosa, conservati solo nella parte anteriore e in gran parte sostituiti nel 1860 da una tinteggiatura blu intenso e con capitelli e lesene dorati.
Sono presenti all'interno nove altari, alcuni di essi inseriti in cappelle. Il secondo altare della navata destra conserva una tela di Gregorio De Ferrari con il Martirio di san Pietro da Verona e il terzo da sinistra un'altra tela attribuita alla scuola del Cambiaso con il Martirio di santo Stefano. Le tele dell'abside, con la Natività della Vergine, lo Sposalizio della Vergine e la Morte della Vergine, sono attribuite ai fratelli Tommaso e Maurizio Carrega (figli del pittore Francesco Carrega).
Nella chiesa si conserva inoltre una statua lignea della Madonna del Rosario e l'altare maggiore in marmo policromo. Gli stalli del coro settecentesco sono in legno di noce intarsiato, di stile piemontese.
Nel 1789 fu sistemato nella seconda cappella della navata sinistra il corpo di san Prospero, donato alla chiesa dal frate cappuccino predicatore Giobatta, originario di Dolcedo.